# Sent Cristòu de Rodièra
Sent Cristòu de Rodièra (en francès Saint-Christol-de-Rodières) és un municipi francès situat al departament del Gard i a la regió d'Occitània.